# Steyr Scout
O Steyr Scout é um fuzil de ação de ferrolho austríaco fabricado pela Steyr Mannlicher, e calibrado principalmente para 7,62 NATO (.308 Winchester), embora outras opções de calibre em 5,56 NATO (.223 Remington), .243 Winchester, 6,5 Creedmoor, .376 Steyr e 7mm-08 Remington também são oferecidos comercialmente. Destina-se a preencher o papel de um fuzil versátil e leve, conforme especificado no conceito de "scout rifle" (fuzil de batedor) de Jeff Cooper. Além do cano e da ação, a arma é feita principalmente de polímeros e foi projetada para ter uma precisão de pelo menos 800m.
O Steyr Scout foi usado na Guerra do Kosovo.

## Projeto
O Steyr Scout possui os seguintes recursos:
- Carregadores de cofre removível com carregador recortado, cartuchos individuais podem ser carregados manualmente através da janela de ejeção, permitindo que o carregador seja mantido em reserva.
- Segundo carregador sobressalente armazenado na coronha do fuzil.
- Peso leve devido à caixa do receptor de alumínio, cano canelado forjado a martelo e uso extensivo de polímeros.
- Trilho Weaver integral superior.
- Trilho UIT inferior na telha.
- Segurança de espiga com roletes com as posições "Locked Safe", "Loading" e "Fire".
- A alça do ferrolho trava para baixo contra o receptor no modo "Locked Safe".
- Gatilho ajustável pelo usuário, ajustado de fábrica para 1,6kg.
- Miras de ferro de reserva retráteis "anel fantasma".
- Bipé dobrável integral.
- Terceiro ponto de fixação para uma "bandoleira Ching".

Houve relatos iniciais de problemas com o fuzil Steyr Scout relacionados à quebra do pino de articulação do bipé. A parte afetada foi posteriormente redesenhada para melhorar sua resistência. Alguns atiradores também reclamaram que o bipé era muito alto.
O trilho Weaver acima da ação e do cano permite o posicionamento convencional de uma luneta com espaço ocular normal de 1,5–3,5 ou para a colocação dianteira de uma "luneta de batedor" de espaço ocular intermediário e longo. Este último é mais fiel ao conceito Scout de Cooper, e o fuzil Steyr-Mannlicher pode ser encomendado de fábrica com uma luneta Leupold de baixa ampliação com longo espaço ocular.

## Variantes

### Steyr Elite

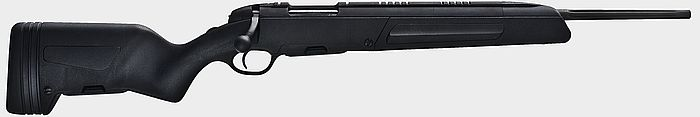
Steyr Scout sem a luneta e com o trilho Picatinny à mostra.

Uma variante e efetivamente o sucessor do Scout é o Steyr Elite (anteriormente conhecido como Steyr Tactical Elite), um modelo construído de forma mais robusta com muitas das mesmas características do Scout, mas projetado principalmente para o mercado de aplicação da lei para uma função tática urbana. As diferenças em relação ao Scout padrão incluem um trilho de montagem tipo STANAG estendido, um botão de ferrolho ampliado do tipo SSG, um apoio de bochecha ajustável e uma soleira ajustável em altura. Ele é equipado com um cano pesado de 570mm e pode produzir altas velocidades iniciais devido a um perfil interno "rápido". Os recursos adicionais do Elite conferem-lhe um peso superior a 4,2kg, o que o tira da definição de fuzil de batedor. Embora destinado a alcances intermediários, com munição de 7,62mm e projéteis de 10g (155 grãos), foi registrado um desempenho totalmente aceitável em até 800m, tornando-o um fuzil equilibrado.
É equipado como padrão com um carregador sintético de 5 tiros, mas um kit de adaptador externo pode ser conectado para acomodar um carregador de 10 tiros (não disponível no 5,56mm NATO). Normalmente está disponível em dois calibres; 5,56mm OTAN e 7,62mm OTAN, mas pode ser encomendado especialmente em 7mm-08 Remington mediante solicitação.

### Steyr Scout RFR
Também conhecido como Scout Survival, o Scout RFR é a versão de percussão lateral do Scout, com três opções de calibre: .17 HMR, .22 LR e .22 WMR. É uma nova adição à programação, apresentada formalmente no SHOT Show de 2017. O RFR tem uma ação de tração direta "articulada" estilo ISSC SPA e um cano azulado pesado de 510mm UNF 1/2"-20 com rosca (exceto a versão .22 WMR), com um comprimento total do fuzil de 900mm e pesando 3,3kg. Ele vem com um carregador de cofre de metal com 10 tiros e uma faca de sobrevivência opcional que pode ser escondida na cavidade de armazenamento da soleira da coronha. Ele tem um trilho Picatinny de comprimento total sobre o guarda-mão na frente do receptor, que possui ranhuras cônicas, mas inclui duas bases adaptadoras estilo Weaver para montagem de óptica. Ao contrário dos modelos Centerfire, que possuem três pontos de fixação para uso das bandoleiras Ching, o RFR possui apenas dois pontos de fixação para utilização de bandoleiras convencionais.